# Єременко Микола Миколайович (старший)
Микола Миколайович Єременко (*17 червня 1926, Новосибірськ, Російська РФСР — †30 червня 2000, Мінськ, Білорусь) — білоруський актор, народний артист СРСР (1989). Народний артист Білорусі (1967). Батько Миколи Єременка (молодшого).
Закінчив драматичну студію у Вітебську.

## Фільмографія
Знявся у кінокартинах:
- «Перші випробування» (1961),
- «Люди і звірі» (1962),
- «Москва — Генуя» (1964),
- «Десята частка шляху» (1968),
- «Смак хліба» (1979),
- «Відступник» (1987),
- «Неповерненець» (1991)

в українських фільмах:
- «Погоня» (1966, Анатолій Іванович),
- «Один шанс із тисячі» (1968, полковник фон Бюлов),
- «Гладіатор за наймом» (1993).